# 東扇島東公園
東扇島東公園（ひがしおおぎしまひがしこうえん）は、神奈川県川崎市川崎区東扇島にある公園（港湾緑地）である。国土交通省が広域防災拠点として整備し、川崎市港湾局が管理している。

## 概要
東京臨海広域防災公園（有明の丘地区）と共に、東京湾臨海部基幹的広域防災拠点の東扇島地区として整備されたもので、非常災害時には緊急物資輸送拠点として機能する。敷地内には内閣府所管の防災拠点施設と国土交通省の首都圏臨海防災センターが設置されている。
公園としての整備計画は川崎市民が参加するワークショップ形式で検討された。市民の強い要望を受けて整備された人工海浜は、川崎市から砂浜が失われてから約50年ぶりの復活となった。
川崎港一帯はみなとオアシスの登録をしていて、みなとオアシス川崎を構成する施設の一である。

### 発災時の機能
首都圏直下地震など首都圏で大規模かつ広域的な災害が発生した際は、政府本部（総理大臣官邸）および現地対策本部（有明の丘本部棟）において立案された救護物資等の輸送計画に基づき、世界・日本各地から集まる救援物資等を中継し、被災地へ搬送する物流実務を担当する。また、広域支援部隊等のベースキャンプとしても使用される。
緊急物資輸送拠点が臨海部に設けられたのは、阪神・淡路大震災において、陸上交通が遮断された地域への救援に海上交通が活躍した教訓を踏まえた配置である。
海上輸送には本防災拠点に近接する耐震強化岸壁（9号岸壁、31号岸壁）を使用する。また、人工海浜内に舟運施設が整備されており、荒川・江戸川・多摩川の緊急用船着場などへの河川舟運も可能である。

## 公園施設
管理事務所はメインゲートの近くにある。なお、園内全域で釣りが禁止されている。
人工海浜（かわさきの浜）
潮干狩りのできる人工の砂浜。延長は約180mあり、北側は磯場になっている。南側の親水テラスは災害時に舟運施設として機能する。海浜での遊泳、釣り、ペットの連れ込みは禁止。
貝の採取量の制限は1人1日あたり2kgまで。また、神奈川県海面漁業調整規則により、幅15cmを超える貝採り器具の使用、2cm以下のアサリの採取が禁止されている。
わんわん広場
面積1,850m2のドッグラン。大型犬と小型犬の区画に分かれている。利用するには事前に利用登録が必要。
多目的広場
約9,000m2のグラウンドが2面ある。災害時には物資輸送中継基地エリアとして使用される。
バーベキュー広場
野外炉常設10区画およびコンロ持込用20区画。事前に抽選申込みが必要。
芝生広場
災害時には広域支援部隊のベースキャンプエリアとして使用される。
風力発電施設
小型風力発電機ニッコーNWG-4K（定格出力2kw）が設置されている。発電された電気は園内の水質改善に使用されていた。時期は不明ながら稼働停止し2022年10月に撤去。

## 防災施設

### 東扇島基幹的広域防災拠点施設
内閣府が所管する防災施設で、災害時の物流コントロールセンターとなる。建物は津波・高潮を防ぐ塀に囲まれており、オペレーションルーム、通信機械室などは2階に配置されている。RC造地上2階建、延床面積5152。内閣府が整備する中央防災無線網により、本部棟（有明の丘）のほか、中央省庁や行政機関、防災機関等と多重回線で接続している。本施設の通信鉄塔には固定マイクロ波無線回線用のパラボラアンテナが設置されている。

### 首都圏臨海防災センター
関東地方整備局港湾空港部が所管する防災施設。災害発生時には本防災拠点内の点検と応急復旧を行い、緊急物資輸送活動の支援を行う。

### ヘリポート（憩いの丘）
発災当初の要員参集にヘリコプターを使用することも想定し、ヘリパッドおよび駐機スポット2機分は舗装・液状化対策がされている。さらに5機分の駐機スポット用地が芝生上に確保されており、ヘリポートとしての使用時はウレタン製敷板の設置が想定されている。

## イベント
- 川崎みなと祭り（毎年10月開催）のサブ会場として、京浜ロックフェスティバルなどのイベントが開催されている。
- BAYCAMP - 東公園の立地を活かし、都市型フェスでは珍しいオールナイトの音楽イベント、2011年から毎年9月に開催。

## その他
- 本公園およびその周辺は港湾法第55 条の3 の2 第1 項に規定する港湾広域防災施設であり、大規模な災害の発生により広域災害応急対策が実施される場合には国土交通大臣の直轄管理となる。
- 公園の整備以前はいすゞ自動車のモータープールおよび首都高速湾岸線の建設工事用地として使用されていた。
- 1992年から東京湾アクアライン開通までの期間、現在の人工海浜の位置に東京湾横断道路展示館「マリンロードプラザ」があった。同館ではアクアラインの建設計画や施工技術について可動模型や映像などの資料で紹介していた。

## 事件

### 東扇島東公園駐車場におけるバス車両放置事案
東扇島東公園の駐車場に、島根県松江市の貸切バス会社・日本交通が過去に所有していた大型観光バス（三菱ふそう・エアロクィーンI、U-MS821P、1992年 - 1995年製）が、2021年から2022年にかけて1年以上にわたり放置されていた。
当該車両は日本交通が中国地方の中古バス業者に売却した、その業者が2021年5月頃のち、川崎市内在住の男性が購入したもので、男性はバスを個人所有し海外へ輸出しようとしていた。しかし、新型コロナウイルス感染症流行の影響など何らかの理由で輸出できなくなり、解体費用がかかることから同公園へ放置したものとみられる。なお、当該車両は平成元年排出ガス規制（規制記号・U-）適合車両で、2021年現在は自動車NOx・PM法およびディーゼル車規制条例により、神奈川県を含む首都圏では登録および乗り入れが不可能となっている。
いたずらにより無惨に破壊された車両の画像はインターネット上で拡散され話題を呼び、また塗装や行灯が日本交通時代のままであったことからSNSでは「コロナで倒産した貸切バス会社が処分に困ったバスを放置した」というデマも飛び交い、同社に対する風評被害ともなっていた。バスはその後1年以上にわたり、荒廃した状態のまま同公園駐車場に放置されていた。
当該車両の存在は、2021年5月24日に公園管理事務所の管理人から通報があり判明した。同公園を管理する川崎市港湾局港営課によれば、バスが2020年5月に期限を越えて駐車していたため、出庫を促す貼り紙をしたところ、その際は8日間で一旦駐車場を出たという。通常の場合、同公園駐車場を利用するバスからは事前連絡を受けているが、このバスは仮ナンバーを付けた状態で連絡なく駐車しており、さらに同年6月1日に再度駐車した際は仮ナンバーも外されていた。
市では2020年7月にバスの所有者を特定し、手紙や電話、自宅訪問などによりバスの移動を要請してきたものの「連絡してくるな」と対応を拒否された。そして公園を訪れた者らのいたずらによってバスは荒廃し、2020年7月には落書きが始まり、同年9月には窓ガラスが割られ、2021年4月にはタイヤがパンクさせられて自走不能となった。これに対し所有者は「自走不能になったのは市の管理責任。走れる状態にしてもらえるまで動かさない」と強弁した。1年後にはバスは車体全面が落書きに覆われ、ガラスはことごとく割られ、バンパー部分なども破壊されていた。また車内は投げ込まれたゴミで埋め尽くされ、周辺にもゴミが散乱していた。割れたガラスなどで危険な状態となっていたことから、市は車体周辺にバリケードを設置し注意書きを貼り付けていた。市民や来園者から景観や治安の悪化を懸念する意見もあり、市は放置バスの撤去に向けて検討を進めていた。
2022年5月、川崎市が所有者へ撤去命令書を郵送するも受取拒否されたため、さらに市は同年7月1日付で、所有者が7月14日までにバスを撤去しなければ行政代執行を実施する旨を告知する戒告書を出した。しかしその後も撤去されなかったことから、市は2022年7月22日に行政代執行によりバスを撤去し、別の市有地（非公表）へレッカー車で移動した。市は所有者に対し、未払い駐車料金66万7,200円（同公園駐車場の大型車駐車料金は1日最大1,600円）、撤去費用約30万円、今後の保管費用を請求するとともに車両の引き取りを求めているが、費用の支払いや車両の引き取りがされない場合はバスを差押えする可能性もあるとした。なお同日時点では、市はバスの所有者を刑事告発する予定はないという。

## アクセス
- JR川崎駅東口から川崎市バス 川05系統東扇島循環「東扇島東公園前」下車[9]
- 首都高速湾岸線東扇島出入口より国道357号東京方面
- 有料駐車場: 230台（一部区画は夜間閉鎖）

## 近隣施設
- 川崎マリエン
- 日本食肉流通センター
- 首都高速湾岸線川崎航路トンネル第一換気所 （公園敷地内）